# Bastión (personaje)
Bastión (Bastion en inglés) es un supervillano ficticio que aparece en los cómics estadounidenses publicados por Marvel Comics. El personaje fue creado por Scott Lobdell y Pascual Ferry e hizo un cameo por primera vez en X-Men #52 (mayo de 1996), mientras que su primera aparición completa fue en The Uncanny X-Men #333 (junio de 1996).

## Biografía ficticia

### Origen
Bastión comenzó viviendo como dos seres separados: la fábrica de Centinelas, Molde Maestro, y Nimrod, un Centinela proveniente de un futuro alterno. Un día, Nimrod encontró una pieza del cuerpo del Molde Maestro. La programación del Molde Maestro empezó a co-optar a Nimrod. Ambos se volvieron un solo ser después de ser empujados hacia el portal místico Siege Perilous por Rogue y Dazzler.
Ahora, un hombre de carne y hueso, sin memoria de su pasado, Bastión fue acogido por una mujer llamada Rose Gilberti. Viviendo con Rose, Bastión comenzó a oír acerca del problema mutante, a través da América. Hasta cierto punto, Bastión perteneció a grupos anti-mutantes, como los Amigos de la Humanidad de Graydon Creed.

### Operación: Cero Tolerancia
A su tiempo, Bastión estuvo trabajando en su camino “escalera arriba”, en el Gobierno de Estados Unidos. Inconscientemente, Bastión fue capaz de desarrollar un nuevo tipo de Centinelas, los Centinelas Prime.
Dos eventos, el escape de Onslaught y la muerte de Graydon Creed, fueron la munición necesaria para iniciar la Operación: Cero Tolerancia de Bastión, la cual atacó mutantes de todas partes. Bastión fue exitoso en capturar a Júbilo y otros miembros de los X-Men, tomando el control directo del Instituto Xavier, ganando posesión de los Protocolos Xavier, una lista de archivos que contienen información suficiente como para matar a los X-Men.
El Presidente fue convencido por el senador Robert Kelly y Henry Peter Gyrich para suspender las operaciones de Bastión. Este es capturado por S.H.I.E.L.D., con la ayuda del Hombre de Hielo. Estando bajo custodia del gobierno, Bastión recupera sus memorias y escapa de custodia. Intenta organizar otra cruzada anti-mutantes, pero es detenido por el Hombre Máquina y Cable. Bastión fue regresado a la custodia del gobierno sólo para ser decapitado por un Wolverine con lavado cerebral, quien servía como un Jinete de Apocalipsis: Muerte.

### Template
Un exagente de S.H.I.E.L.D. bajo el nombre de “Mainspring” estuvo dirigiendo un proyecto llamado “Guardianes del Portal”. Su meta era estudiar y destruir tecnología Phalanx. Ellos encontraron los restos de Bastión y lo reconstruyeron, pero perdieron el control sobre él. Bastión con su nuevo cuerpo y nueva programación se volvió "Template" y asesinó a Mainspring. Bastión luchó contra los héroes Warlock y Wolfsbane durante estos incidentes.
Algún tiempo después, Carol Danvers contactó a los X-Men para indicar el paradero actual de los restos de Bastión/Template. Los X-Men enviaron a Kitty Pryde, Wolverine y Gambito para entrar en el servicio público del gobierno. Su meta era reclamar sus archivos de computadora robados. Estando allí, Template les mostró a los tres X-Men hologramas falsos de eventos y mentiras acerca de sus compañeros de equipo. Los X-Men al final recuperaron los archivos.

### Retorno
A raíz de los acontecimientos de la saga Messiah Complex, los fundamentalistas Purifiers asaltaron una instalación fuertemente defendida de SHIELD y recuperaron la cabeza de Bastión. En una de sus iglesias, los Purifiers unieron la cabeza al cuerpo de la unidad Nimrod recuperado de la Aguilera de Forja, volviendo a la vida a Bastion. Inmediatamente después de su activación, el robot alertó a los Purifiers de la presencia de la nueva Fuerza-X. Después de acceder a la base de datos de Nimrod, Bastión concluye que los X-Men son la mayor amenaza mutante de los Purifiers en este línea de tiempo o cualquier otra y que no hay ninguna fuerza terrenal en la existencia que pudiera garantizar la eliminación de los X-Men. Sin embargo, encontraron una gran arma en Magus, el padre de Warlock.
Más tarde se reveló que lo que Bastion descubrió en el fondo del océano no era el Magus real, sino uno de sus hijos en un estado inconsciente. Bastion reescribió su programación e infectó a Donald Pierce y a la Reina Lepra, Cameron Hodge y Steven Lang, así como los cadáveres de Bolivar Trask, Graydon Creed y el reverendo William Stryker con el virus Technarch Transmodal, declarando ser el futuro de la humanidad y el fin del mutante.
Su primer movimiento fue capturar varios mutantes e inyectar en ellos una cepa del Virus Legado. Los infectados son Beautiful Dreamer, Fever Pitch, Boom-Boom, Hellion y Surge. Esto obligaría a las Naciones Unidas para formar una División de Respuesta Mutante, que tiene éxito, a pesar de los esfuerzos de Fuerza-X.
Bastion también tuvo a Pierce como topo dentro de la sede de los X-Men, rodeando todas las estructuras de Utopía.

### Second Coming
Bastion es el antagonista principal de los X-Men en la saga Second Coming. Se le ve con Stephen Lang, Bolivar Trask, William Stryker, Graydon Creed y Cameron Hodge a su disposición. Bastion les dice que el "Mesías Mutante" ha regresado y les da la orden de matarla. Más tarde, Bastion intenta matar a Hope Summers por su cuenta, pero se enfrenta a Rogue y luego queda severamente dañado cuando Nightcrawler se sacrifica. Bastión toma mucho de la apariencia antigua de Nimrod, pero es finalmente destruido por Hope Summers.

## Poderes y habilidades
Como es una fusión mística del Molde Maestro y Nimrod, Bastión posee muchas habilidades incluyendo fuerza, rapidez y durabilidad mejoradas. Bastión puede volar usando botas-jet y disparar fuertes rayos de energía de sus manos. Ha probado también ser inmune al sondeo telepático.

## Otras versiones

### Era de Apocalipsis
Bastion es mencionado por Abyss en esta línea temporal, pero se desconoce si es el mismo Bastion de la continuidad regular.

## En otros medios

### Televisión
- Bastion aparece en la serie X-Men '97, con la voz de Theo James.[11]Esta versión es un cyborg que nació con las habilidades y programación de un Centinela después de que Nimrod infectara a su padre con un Virus Tecno-orgánico futurista. Como adulto, se une a la Operación Tolerancia Cero, una división secreta de las Naciones Unidas que trabaja con Señor Siniestro para transformar secretamente a los humanos en Centinelas Prime.

### Videojuegos
- Bastion es el principal enemigo del juego X-Men: Next Dimension, con la voz de Don Morrow.
- Bastion aparece en el juego como jefe de X-Men Legends II: Rise of Apocalypse, con la voz de Alastair Duncan.[11]
- Bastion aparece en X-Men: Destiny, con la voz de Keith Szarabajka.
- Bastion aparece en juego de Facebook Marvel: Avengers Alliance como jefe grupal de la operación especial 19.
- Bastión aparece como personaje jugable en Marvel Contest of Champions.[12]